# M (ånglok)
M (Ma, Mb, Mc/G7 och Md) var SJ:s littera på ånglok, vilka användes på Malmbanan i Norrbotten.
När SJ tog över Malmbanan beställde de åttakopplade lok av två typer: Ma användes på sträckan Kiruna-Riksgränsen och Mb, som var lättare, på sträckan Gällivare-Luleå. Skillnaden mellan typerna utgjordes av storleken på ångpannan.

## Enskilda järnvägar
Halmstad–Nässjö Järnvägar använde M och Mb som littera för ånglok.

## Varianter

### Ma och Md
Totalt köptes 20 Ma-lok in under åren 1902–1907. Ett Mb-lok byggdes om till Ma 1910. Sedan Malmbanan elektrifierats (slutfört 1922) blev Ma-loken övertaliga. Två byggdes om med överhettning och tvillingcylindrar med littera Md och ett överlämnades till Sveriges järnvägsmuseum. Övriga lok skrotades och Md-loken kom att skrotas 1937.

### Mb, Mc och G7
14 Mb-lok beställdes under åren 1901–1903. Ett av dem byggdes om till Ma år 1910, ett fick B-lokspanna 1909 och ytterligare två byggdes om 1920 och fick littera Mc. De såldes 1937 till andra järnvägar, men återkom till SJ vid förstatligandet. Eftersom littera M då användes för ellok, fick de littera G7. På 1950-talet blev de beredskapslok och de skrotades 1970.

### Lokbilder

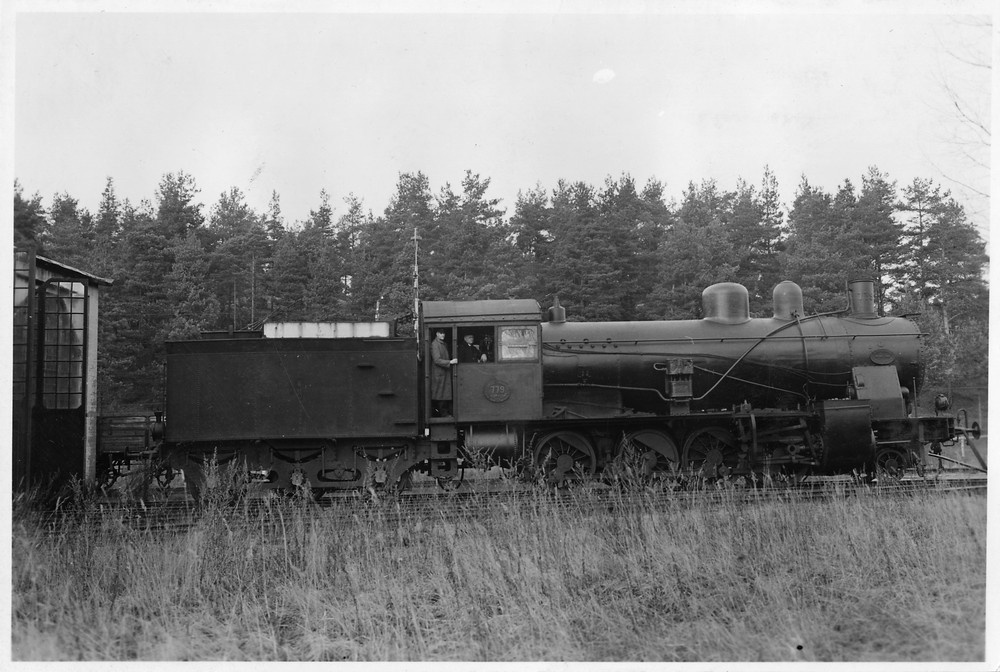
SJ Ma 779 tillverkades av NOHAB 1904.
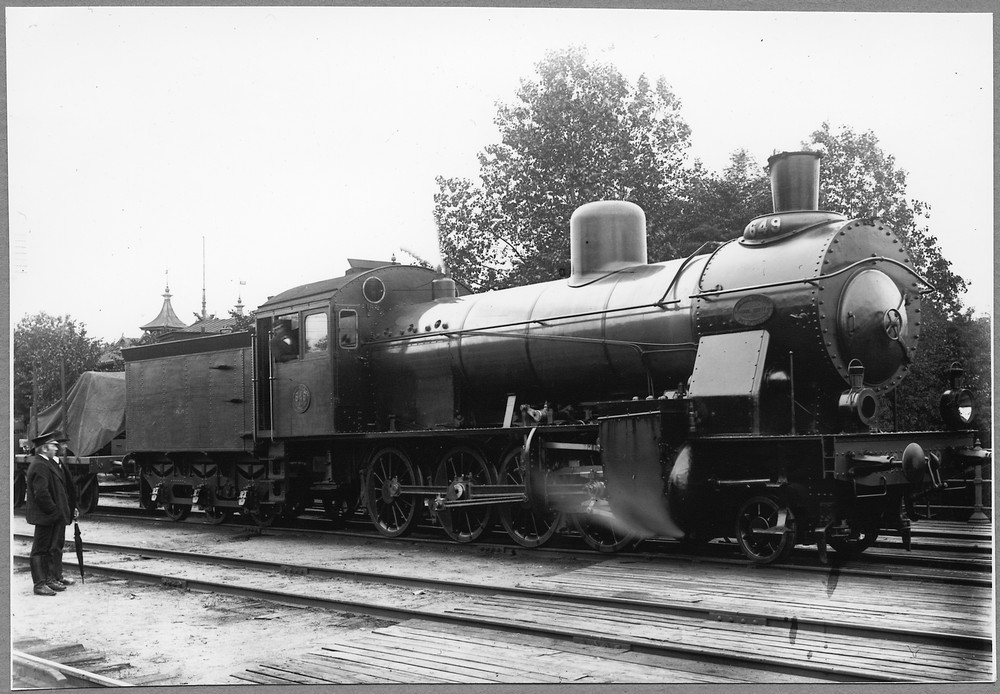
SJ Mb 649 tillverkades av Motala Verkstad 1902.
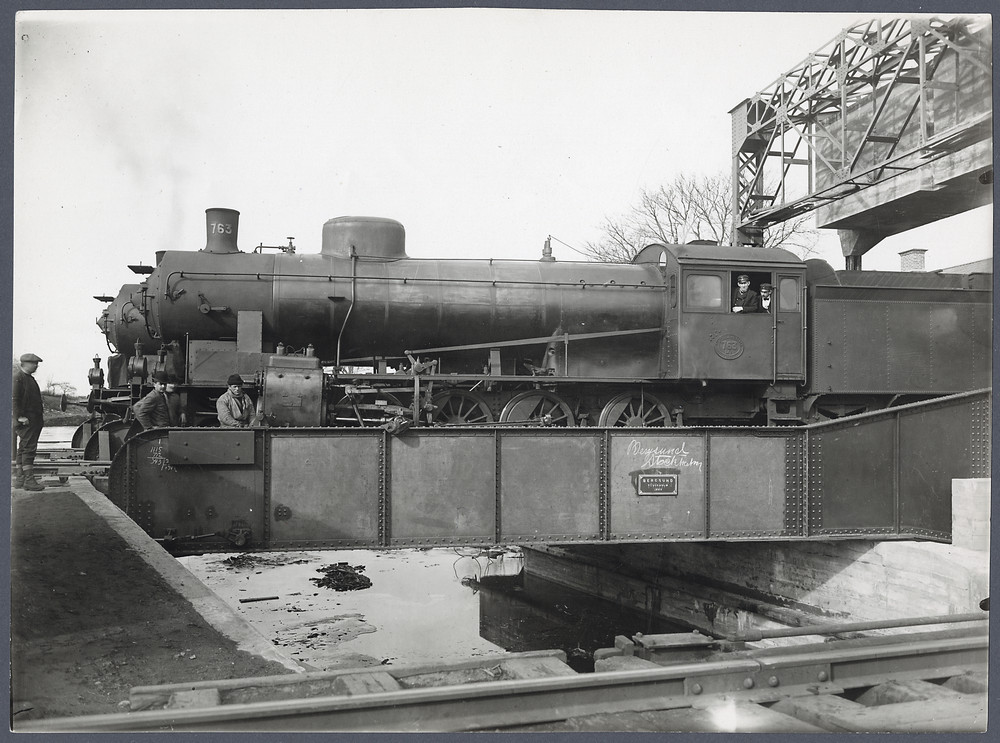
SJ Mc 763. Tillverkades av Vagn- & Maskinfabriksaktiebolaget i Falun 1902 som SJ Mb 763  med tillverkningsnummer 29. Ombyggt och omlittererat till SJ Mc 763 1920. Sålt 1937 till HHJ 33. Retur från HHJ 33 1940. Omlittererat 1942 till SJ G7.
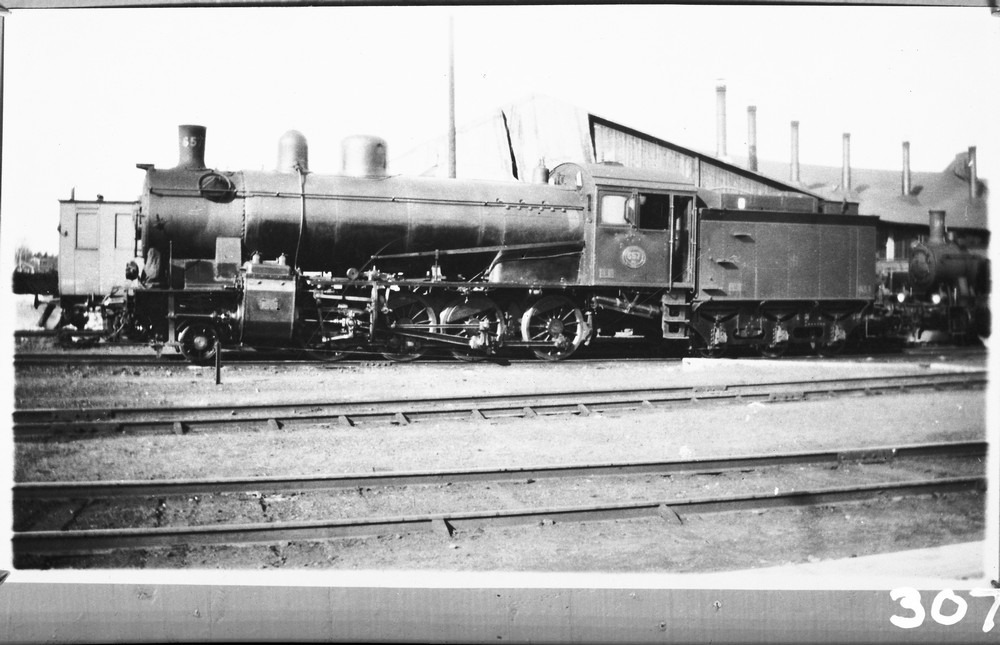
SJ Md 657. Tillverkades av NOHAB 1902 som SJ Ma 657. Ombyggt och omlittererat 1924.
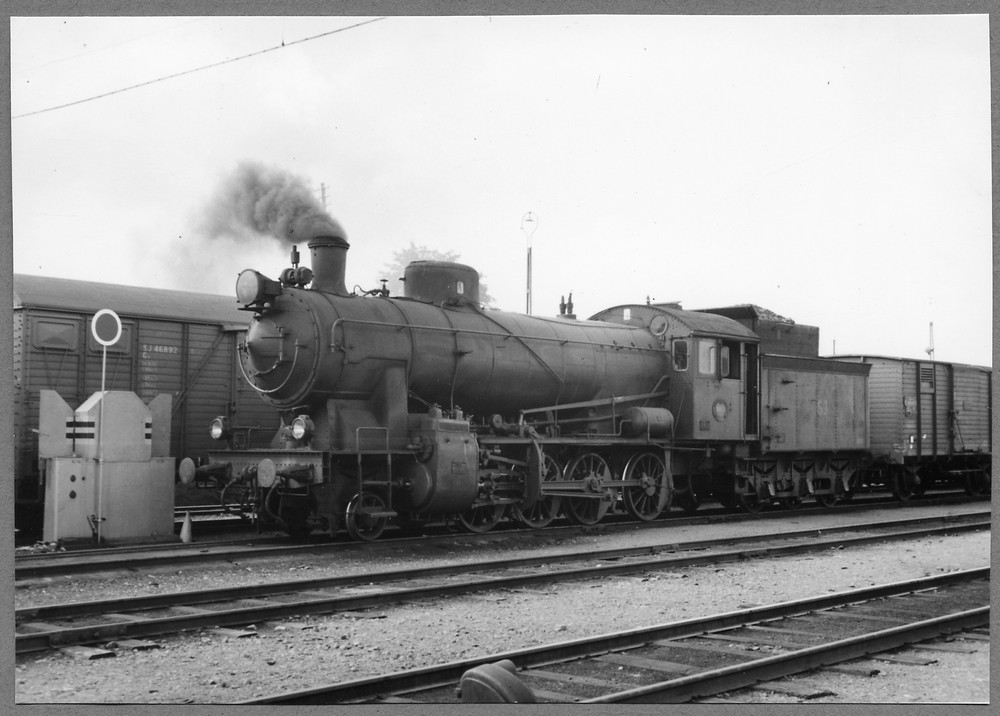
SJ G7 803. Tillverkades av Aktiebolaget Atlas 1901 som SJ Mb 803. Ombyggt och omlittererat till SJ Mc 803 1920. Sålt till NOJ som Lok 32 1937. Retur till SJ och omlittererat till SJ G7 803 1946.